# Monte Vidon Corrado
Monte Vidon Corrado är en ort och kommun i provinsen Fermo i regionen Marche i Italien. Kommunen hade 694 invånare (2018).